# Ben 10: Alien Swarm
Ben 10 - Alien Swarm è un film dal vivo trasmesso per la prima volta su Cartoon Network negli Stati Uniti il 25 novembre 2009 e in Italia il 27 novembre dello stesso anno. Basato sulla serie animata Ben 10 - Forza aliena, è il sequel del film Ben 10 - Corsa contro il tempo. Ancora una volta è stato confermato alla produzione esecutiva ed alla regia di Alex Winter, mentre gli autori del film sono John Turman e James Krieg. In America il cast è stato rivelato durante la "Settimana Ben 10", verso la fine di marzo 2009, in trailer speciali. Un trailer fu messo in onda durante Star Wars: The Clone Wars. Il film è stato pubblicato in DVD e Blu-ray sei giorni dopo la première TV americana del film. Il film è stato distribuito limitatamente anche nei cinema in Australia.

## Trama
Il film si apre con Ben, Gwen e Kevin intenti a negoziare con tre ricettatori di mercato nero, che stanno provando a vendere loro una nanotecnologia aliena, che stranamente interferisce con l'orologio di Ben, l'Omnitrix. Uno dei venditori si rivela essere Elena Validus, amica d'infanzia di Ben e Gwen ed figlia di un ex Risolutore, Victor Validus. Elena spiega di aver organizzato la negoziazione per attirare Ben allo scoperto, spiegando ai tre che suo padre è stato rapito e che lei ha bisogno del loro aiuto per trovarlo.
Proprio quando Ben si dice d'accordo nell'aiutarla, i chip improvvisamente prendono vita, controllati da un misterioso uomo che si nasconde tra le travi del tetto. Kevin etichetta immediatamente Elena come una doppiogiochista, anche se Elena insiste nel proclamarsi totalmente estranea ai fatti. Mentre gli altri due ricettatori scappano, Ben tenta di diventare Scimparagno; tuttavia l'Omnitrix trasforma l'eroe in Gelone e costringe l'intruso alla fuga. Elena scappa, confusa, dando ancora più adito ai sospetti di Kevin. Nonostante Gwen si schieri velocemente con Kevin, Ben non sembra pienamente convinto.
Dopo essere tornati al loro quartier generale, posto sotto l'autofficina di Bellwood, il trio, insieme a Nonno Max, iniziano a studiare i chip, capendo che si tratta di ibridi composti da componenti sia organici che meccanici. Elena, avendo seguito il trio, entra nel quartier generale; Max le ordina di andarsene, spiegando che il padre di Elena, era un suo apprendista che era stato congedato con disonore dopo aver rubato i chip originali. Ben si rifiuta di credere che Elena sia come suo padre e disobbedisce agli ordini, abbandonando i Risolutori, per aiutarla.
Mentre Max non è presente, Gwen e Kevin penetrano nel suo computer per cercare file relativi a Victor Valadis, scoprendo un video in cui Max interroga Victor, che insiste che "l'Alveare", un'intelligenza con capacità di controllo mentale che si nasconde dietro ai chip, si sta muovendo per impossessarsi del pianeta. Capendo che la rabbia di Max nei confronti del tradimento di Victor potrebbe stare offuscando il suo giudizio, Gwen e Kevin decidono di aiutare anche loro Ben ed Elena.
Nel frattempo, Ben ed Elena arrivano al vecchio laboratorio di Victor. Il laboratorio è stato ripulito da indizi compromettenti dall'Alveare, ma un ordine della Ship-it, una società di consegne a domicilio, resta sul posto e viene ritrovato dai due. Altri file rimasti nell'ufficio indicano che Victor stava studiando e sviluppando i chip, mentre una foto indica che Elena è molto vicina al misterioso individuo in grado di controllarli. Improvvisamente, un gruppo di persone sotto il controllo dei chip attacca Ben ed Elena, costringendoli a ritirarsi. I due decidono di dirigersi alla sede della Ship-it per saperne di più.
Gwen e Kevin, che nel frattempo hanno già raggiunto l'edificio, arrivano troppo tardi per fermare la distribuzione dei chip. Invece, i due incontrano uno degli impiegati alla Ship-it, anche lui posseduto dai chip. L'impiegato dirige uno sciame di chip in un attacco contro Gwen e Kevin, che alla fine danneggiano l'auto di Kevin dopo un lungo inseguimento. Ben sente la battaglia e si dirige verso il resto dalla squadra, diventando poi Omosauro che riesce a sconfiggere i cip demolendo però l'auto di Kevin.
Tornati al quartier generale, i quattro scoprono che i chip si sono già diffusi in tutto il mondo ed ora sono presenti nell'ordine di milioni. Il gruppo deduce che deve esserci una Regina a capo dell'Alveare e che distruggendola probabilmente distruggeranno tutti i chip. Durante la loro ricerca della Regina, tuttavia, uno dei chip prende il controllo di Max. Lavorando insieme, il gruppo nota un'anomalia nella distribuzione dei chip; mentre i grandi centri popolati del mondo sono tutti infettati, la relativamente isolata Barren Rock, nel Missouri, presenta la più alta concentrazione di chip. Il posto è la sede del quartier generale centrale della Ship-it. Con l'auto di Kevin fuori dai giochi, e quindi con problemi di trasporto per arrivare a Barren Rock, Kevin rivela di aver costruito un'auto nera e verde per Ben (molto somigliante ad una Mazda RX-8) come "regalo tardivo di compleanno".
Infiltratosi nella fabbrica, il gruppo scopre che la Regina ha infettato il padre di Elena, il cui corpo viene usato per la produzione di massa dei chip. Ben usa l'Omnitrix e si trasforma in un nuovo alieno, che decide di chiamare Nanomech, inserito nell'orologio come risultato della scannerizzazione dei chip, malgrado i suoi amici gli hanno sconsigliato di trasformarsi, in quanto la regina potrebbe controllarlo. Ben entra nel cervello di Victor e combatte contro la Regina, mentre Gwen, Kevin ed Elena combattono gli esseri umani posseduti dall'Alveare. Dopo una cruenta battaglia, Nanomech fulmina la Regina fino alla morte, rendendo così inerti la totalità dei chip e liberando tutti dal loro controllo.
Alla fine, Max, dopo essersi scusato personalmente con Victor, decide di ritirarsi e lasciare la sua posizione di leader a Ben, ma Ben si rifiuta di fare una cosa del genere. Il film termina con Ben, Gwen, Kevin ed Elena che guidano verso casa a bordo dell'auto di Ben.

## DVD
In Italia non è ancora stato pubblicato il DVD del film; tuttavia, in America, il DVD del film è stato pubblicato il 1º dicembre 2009.